# Філіпінник південний
Філіпі́нник південний (Rhabdornis inornatus) — вид горобцеподібних птахів родини шпакових (Sturnidae). Ендемік Філіппін.

## Опис
Довжина птаха становить 15—17 см. Верхня частина тіла темно-коричнева, нижня частина тіла білувата, поцяткована темними смужками. Горло біле, кінчики крил і хвіст темно-бурі. Дзьоб чорний, вигнутий, лапи чорні.  

## Підвиди
Виділяють три підвиди:
- R. i. inornatus Ogilvie-Grant, 1896 — острів Самар[4];
- R. i. leytensis Parkes, 1973 — острови Біліран і Лейте[5];
- R. i. alaris Rand, 1948 — острів Мінданао[6].

## Поширення і екологія
Південні філіпінники живуть у тропічних лісах. Живляться комахами, яких ловлять у польоті, а також нектаром і плодами. Живуть зграйками до 20 (іноді до 100) птахів. Гніздяться в дуплах, сезон розмноження триває з березня по травень. У кладці до 10 яєць.